# 1945 en Palestine mandataire
Chronologie de la Palestine
- 1941
- 1942
- 1943
- 1944
- 1945
- 1946
- 1947
- 1948
- 1949

Cette page concerne les évènements survenus en 1945 en Palestine mandataire :

## Évènements
- 1944-1948 : Insurrection juive en Palestine mandataire (en)
- 1944-1945 : La saison de chasse (en), tentatives de la Haganah d'empêcher l'insurrection de l'Irgoun.
- 15 juillet : Les survivants juifs du camp de concentration nazi de Buchenwald arrivent au port de Haïfa et sont arrêtés par les Britanniques.
- 31 août : Le président américain Harry S. Truman publie une déclaration demandant au gouvernement britannique d'admettre en Palestine 100 000 réfugiés juifs d'Europe.
- 27 septembre : Les autorités mandataires promulguent le Règlement d'urgence en matière de défense (en).
- 2 novembre : Manifestation des Arabes de Palestine contre les Britanniques.
- 5 novembre : Alan Gordon Cunningham prend ses fonctions de Haut Commissaire de Palestine.

## Création
- Kibboutzim Hukok et Gal'ed (en).

## Naissances
- 17 janvier : Asher Grunis (en), juriste israélien, ancien président de la Cour suprême d'Israël.
- 30 janvier : Yoram Lass (en), homme politique et médecin israélien, professeur de médecine à l'Université de Tel Aviv.
- 9 février : Haim Be'er (en), romancier israélien.
- 20 février : Amram Mitzna, homme politique israélien et ancien général, maire par intérim de Yeruham, ancien maire de Haïfa.
- 23 février : Yossi Ben Hanan (en), général israélien.

## Décès
- 22 janvier : Else Lasker-Schüler (née en 1869), poète juive palestinienne d'origine allemande.
- 11 juin : Eliyahou Golomb (né en 1893), né en Russie (Biélorussie), responsable de l'effort de défense juif en Palestine mandataire et architecte en chef de la Haganah.
- 20 juillet : Yohanan Levi (en) (né en 1901), linguiste et historien juif hébraïque palestinien né en Allemagne, spécialiste de la période du Second Temple.
- 11 novembre : Yéhoshoua Henkin (né en 1864), militant sioniste né en Russie (Ukraine), responsable de la plupart des achats de terres de l'Organisation sioniste mondiale en Palestine ottomane.